# Pultenaea parviflora
Pultenaea parviflora är en ärtväxtart som beskrevs av Dc. Pultenaea parviflora ingår i släktet Pultenaea och familjen ärtväxter. Inga underarter finns listade i Catalogue of Life.